# Souvenirs intimes
Pour plus de détails, voir Fiche technique et Distribution.
Souvenirs intimes est un film québécois réalisé par Jean Beaudin sorti en 1999. Il s'agit d'une adaptation au cinéma du roman Homme invisible à la fenêtre de Monique Proulx. 

## Synopsis
Voisins et amis en quête de réconfort se relaient chez Max, un peintre devenu paraplégique à la suite d'un accident. Son existence a basculé lorsque Lucie est revenue dans sa vie, après de longues années d’absence. Max partage avec cette ancienne amie un secret. La blessure de jeunesse a laissé chez cette femme un besoin de vengeance.

## Fiche technique
- Titre : Souvenirs intimes
- Réalisation : Jean Beaudin
- Scénario : Jean Beaudin d'après le roman L'Homme invisible à la fenêtre de Monique Proulx
- Musique : Richard Grégoire
- Photographie : Pierre Gill
- Montage : Gaëtan Huot
- Direction artistique : François Séguin
- Production : Jean-Roch Marcotte
- Société de production : Les Productions du Regard, Super Écran et Téléfilm Canada
- Pays :  Canada
- Genre : Drame
- Durée : 118 minutes
- Date de sortie : 
  - Canada : 1999

## Distribution
- James Hyndman : Max
- Pascale Bussières : Lucie
- Pierre-Luc Brillant : Laurel
- Yves Jacques : Mortimer
- Louise Portal : Pauline
- Jacynthe René : Maggie
- Michel Charette : Julius
- Marcel Sabourin : Docteur Patenaude
- Delphine Brodeur : Jeune Lucie
- Mathieu Grondin : Jeune Max
- Jean Frenette : Instructeur de sabre
- Philippe Martin : Jeune Mortimer
- Chanel Petit : Petite Alice
- Nathalie Barcelo : Thérapeute
- Sébastien Huberdeau : Charles
- Daniel Laflamme : REné
- Ian-Aurel Lagarde : Ami du jeune Max
- Dylane Hétu : Amies de la jeune Lucie
- Isabel Deslauriers : Amies de la jeune Lucie
- Catherine Brunet : Amie d'Alice
- Stéphane Ishmael : Jerry
- Gilles Cloutier : Voisin de Lucie
- Benoît Langlais : Client du dépanneur
- Rémi Laurain-Ouellete : Client du dépanneur
- Lisette Guertin : Dame de la maison de retraite
- Camille Rivard : Fillette a la piscine
- Laurent V. Motard : Joueur de ballon-panier
- Martin Bienvenue : Joueur de ballon-panier
- Sébastien Brulotte : Joueur de ballon-panier

## Distinctions

### Récompenses
- 1999 : Grand Prix Hydro-Québec, Festival du cinéma international en Abitibi-Témiscamingue
- 2000 : Prix du public pour le Meilleur film canadien au Festival des films du monde
- 2000 : Prix CSC de la Société canadienne des cinématographes pour la Meilleure cinématographie à Pierre Gill
- 2000 : Prix Génie de la Meilleure Direction artistique à François Séguin
- 2000 : Prix Jutra de la Meilleure cinématographie à Pierre Gill

### Nominations
- 1999 : Golden Bayard au Festival international du film de langue française de Namur pour le Meilleur Film Francophone à Jean Beaudin
- 1999 : Grand prix des Amériques du Festival des films du monde de Montréal à Jean Beaudin
- 2000 : Prix Jutra du Meilleure film
- 2000 : Prix Jutra de la Meilleure musique originale à Richard Grégoire
- 2000 : Prix Jutra du Meilleur son à Serge Beauchemin, Louis Dupire, Hans Peter Strobl et Jocelyn Caron
- 2000 : Prix Jutra du Meilleur acteur de soutien à Yves Jacques
- 2000 : Prix Génie de la Meilleure cinématographie à Pierre Gill
- 2000 : Prix Génie du meilleur son ambiant à Serge Beauchemin, Bernard Gariépy Strobl et Hans Peter Strobl
- 2000 : Prix Génie du Meilleur scénario adapté à Monique Proulx et Jean Beaudin